# 2069
L'any 2069 (MMLXIX) serà un any comú que començarà en dimarts segons el calendari gregorià, l'any 2069 de l'era comuna (CE) i Anno Domini (AD), el 69è any del tercer mil·lenni, el 69è any del segle xxi, i el desè any de la dècada del 2060.

## Esdeveniments
Països Catalans
Resta del món
Prediccions
- Un projecte de missió proposat per la NASA per llançar una sonda interestel·lar, en la missió Alpha Centauri 2069, cercarà biosignatures sobre planetes al voltant de les estrelles del sistema Alpha Centauri - Alfa del Centaure (català).[1][2]
- Novembre: Un missatge del METI (Message to Extra-Terrestrial Intelligence), Cosmic Call 1, enviat des del radar planetari Eupatoria de 70 metres el 1999, arriba al seu destí, una estrella de 16 Cyg A.[3]